# Sumène

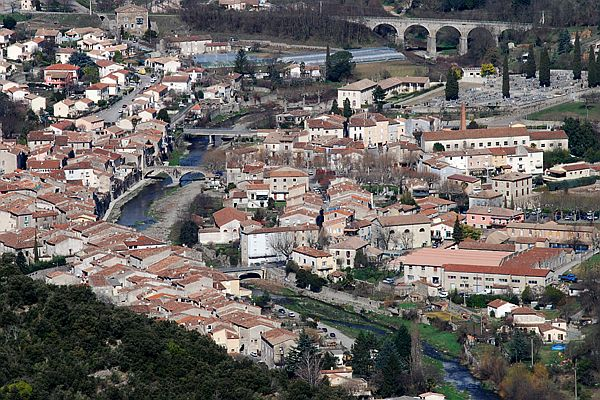
Sumène aus der Vogelperspektive

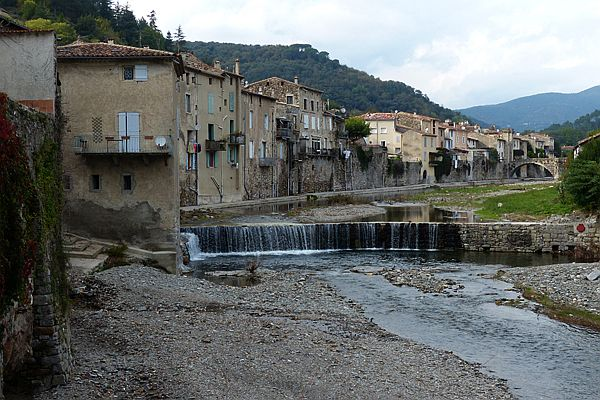
Der Rieutord in Sumène

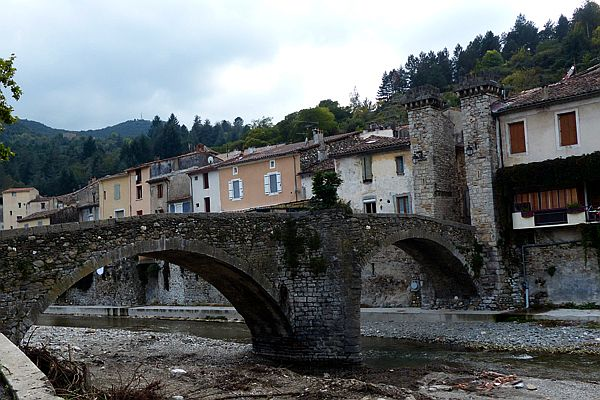
Das östliche Stadttor führt in die Rue du Coin

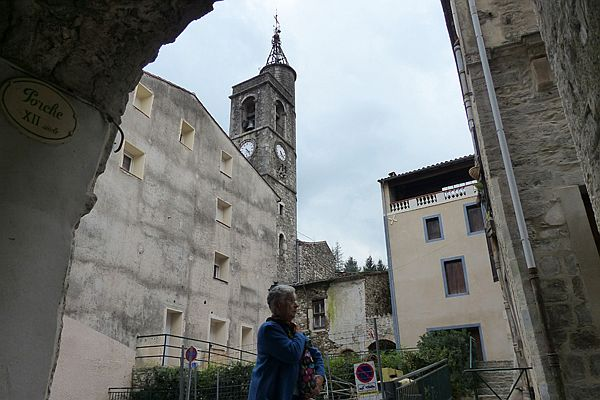
Die kath. Kirche von Sumène

Sumène ist eine südfranzösische Kleinstadt mit 1239 Einwohnern (Stand 1. Januar 2022) im Département Gard, in der Region Occitanie. Ihre Bewohner werden Suménois genannt. Der Ort liegt in einem engen, von den Flüssen Rieutord und Recodier geformten Talkessel im Süden des Cevennen-Gebirges. Aus Platzgründen ist Sumène nur wenig über seine mittelalterlichen Grenzen hinaus gewachsen; kleine Neubausiedlungen gibt es lediglich im Norden des Städtchens. Der Ort ist nicht an den öffentlichen Nahverkehr angebunden. Der Grundbedarf ist aber durch kleine Geschäfte, Bars und Handwerker gedeckt. Sumène gehört zusammen mit zwölf anderen Gemeinden zum Zweckverband Communauté des Communes Cévennes Gangeoises et Suménoises, der sich u. a. um Schulen, Kultur, Wanderwege und Müllabfuhr kümmert.

## Geschichte
Im 1. Jahrhundert n. Chr. zählte Sumène als eine von 24 Gemeinden zur römischen Kolonie Nemausus (Nîmes). Der Ort lag am Römerweg von Nîmes nach Condatomagos (Millau), dem späteren Königsweg (chemin royal) von der Provence nach Millau und Rodez. Schon in der Antike gab es hier wahrscheinlich eine Herberge oder einen Rasthof.
Im Mittelalter geriet Sumène zunächst unter die Herrschaft der Westgoten, dann der Franken und später des Bistums Arisitum, das wahrscheinlich im heutigen Le Vigan seinen Sitz hatte. Um 800 gab es ein Kloster am linken Ufer des Rieutord, gegenüber der späteren Stadt. 1140 gehörte Sumène zum Bistum Nîmes, 1694 dann zum neu gegründeten Bistum Alès.
1384 zählte der Ort gerade einmal 17 Haushalte. 1417 war er bereits durch einen Befestigungsring geschützt. 1275 wurde das Recht verbrieft, eigene Stadtverordnete (Syndics) zu wählen. 1531 gab es in Sumène 2.000 Einwohner. Die Wollweberei und Böttcherei hatten eine gewisse wirtschaftliche Bedeutung. Wegen der Lage am Königsweg war Suméne aber vor allem ein Ort der Händler. Auch gab es zahlreiche Gaststätten. Verkehrlich ist Sumène heute völlig bedeutungslos, denn die Straßen von Nîmes und Montpellier nach Millau führen nicht mehr durch diesen Ort, sondern durch die Nachbarstadt Ganges.
Religionskriege
1557 ist Sumène einer der ersten Orte im Languedoc, in denen sich der protestantische Glaube durchsetzt. Wenige Jahre später gab es in den Nachbarstädten Saint-Hippolyte-du-Fort, Ganges und Le Vigan kaum noch Katholiken. In Sumène dagegen blieb rund ein Viertel der Bevölkerung katholisch, unter ihnen auch der Baron.
1568 beginnt in Sumène die lange Folge von Glaubenskriegen und Friedensphasen, die erst mit der französischen Revolution endet. Am 28. Februar eroberten katholische Soldaten das Städtchen. Wenige Tage später wurde es von den (protestantischen) Hugenotten zurückerobert. Nun wurden Kirchen und Kapellen zerstört, auch in den umliegenden Weilern, und der Klerus wurde enteignet. Schon zwei Jahre später, 1570, zeigten sich Folgen dieser Auseinandersetzungen, unter denen die Bevölkerung fast zwei Jahrhunderte lang leiden wird: chronischer Geldmangel in der städtischen Kasse, Hunger, Seuchen. 1588 und 1722 brach die Pest aus.
Unter König Heinrich IV. brach mit dem Edikt von Nantes 1591 eine etwas längere Zeit des Friedens an, und die Katholiken in Sumène schöpften den Mut, eine neue Kirche zu bauen. Mangels Gotteshaus hielten sie ihre Messen in einem Zimmer im Schloss des Barons ab. Erst 1615 begann der Bau der Kirche. Doch nun regierte Ludwig XIII., und die Religionskriege flammten wieder auf. 1622 wurde die noch nicht fertiggestellte Kirche teilweise wieder zerstört.
Auf Befehl Ludwigs XIII. mussten die Suménoises nicht nur die eigene Stadtbefestigung kappen, sondern sie mussten auch noch helfen, die Stadtmauern von Ganges einzureißen. Und 1628 mussten genau diese Mauern auf Weisung des protestantischen Heerführers Heinrich II. von Rohan wieder aufgebaut werden. Unter König Ludwig XIV. wurde Sumène wieder katholisch. Im März 1703 eroberten die protestantischen Untergrund-Kämpfer, die Kamisarden, das Städtchen, das sich durch den Dauerkonflikt zunehmend geleert hatte: 1687 lebten hier 263 Familien, 1749 waren es noch rund hundert. Heute ist Sumène ein katholischer Ort in einer stark protestantisch geprägten Umgebung.

### Bevölkerungsentwicklung
| Jahr                       | 1962 | 1968 | 1975 | 1982 | 1990 | 1999 | 2010 | 2017 |
| Einwohner                  | 2139 | 1913 | 1702 | 1613 | 1417 | 1492 | 1614 | 1549 |
| Quellen: Cassini und INSEE |      |      |      |      |      |      |      |      |

## Sehenswertes

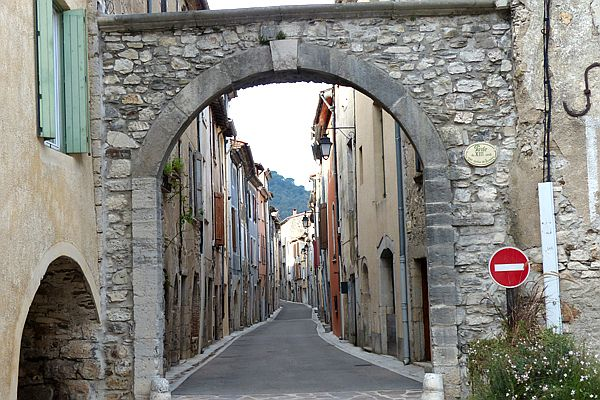
Das südliche Stadttor und die Rue Pied de Ville

- Sumène ist bekannt durch das Fest „Les Transes Cévenoles“, das jedes Jahr am letzten Juliwochenende stattfindet.
- Die historische Ortsmitte ist gut erhalten.
- Die engen Täler von Rieutord und Recodier und die umliegenden Berge laden zum Wandern und Radfahren ein. Ein Rundweg (PR) führt sehr steil auf den Ranc de Banes (562 m) mit Panoramablick auf die Berge, dann hoch über dem linken Rieutord-Ufer entlang, durch die Höhle Baume Clauside (die den Camisarden als Versteck gedient haben soll), hinab und über den mittelalterlichen Pont de Chêvre ans andere Ufer, dort wieder bergauf, wo der Pfad auf den Fernwanderweg GR 60 trifft.
- In der Fabrikhalle der Firma L'Arsoie Cervin steht eine der letzten weltweit noch in Betrieb befindlichen Reading-Maschinen, welche zur Herstellung von Nylonstrümpfen verwendet wird.